# 瓦西里·约尔达凯
瓦西里·约尔达凯（羅馬尼亞語：Vasile Iordache，1950年10月9日—），罗马尼亚男子足球运动员，司职守门员。他曾代表罗马尼亚国家队参加1984年欧洲足球锦标赛，结果队伍止步小组赛阶段。